# Lista de episódios de Clarence
Clarence (Clarêncio, O Otimista no Brasil) é uma série americana criada por Skyler Page, estreou em 14 de abril de 2014 nos Estados Unidos. A animação narra a história de um menino feliz que quer experimentar todas as coisas que existem no mundo, já que para ele, elas são incríveis. A produção é do Cartoon Network Studios. A estreia Clarêncio, o Otimista aconteceu em 4 de agosto de 2014 no Cartoon Network Brasil. Em Portugal a série estreou no dia 29 de novembro de 2014 no Cartoon Network Portugal.

## Resumo
| Temporada | Temporada | Episódios | Exibição original       | Exibição original       | Exibição no Brasil     | Exibição no Brasil     | Exibição em Portugal   | Exibição em Portugal  |
| Temporada | Temporada | Episódios | Estreia de temporada    | Final de temporada      | Estreia de temporada   | Final de temporada     | Estreia de temporada   | Final de temporada    |
| --------- | --------- | --------- | ----------------------- | ----------------------- | ---------------------- | ---------------------- | ---------------------- | --------------------- |
|           | Piloto    | 1         | 17 de fevereiro de 2014 | 17 de fevereiro de 2014 | 29 de dezembro de 2014 | 29 de dezembro de 2014 | 23 de maio de 2015     | 23 de maio de 2015    |
|           | 1         | 51        | 14 de abril de 2014     | 27 de outubro de 2015   | 4 de agosto de 2014    | 31 de outubro de 2016  | 29 de novembro de 2014 | 5 de dezembro de 2015 |
|           | 2         | 39        | 18 de janeiro de 2016   | 3 de fevereiro de 2017  | 25 de janeiro de 2016  | 3 de dezembro de 2018  | 28 de maio de 2016     | 8 de maio de 2017     |
|           | 3         | 40        | 10 de fevereiro de 2017 | 24 de junho de 2018     | 12 de junho de 2017    | 13 de maio de 2019     | 23 de setembro de 2017 | 28 de abril de 2018   |

## Episódios

### Piloto (2014)
| #                              | # | Título           | Dirigido por                                                      | Escrito por | Exibição original       | Audiência (em milhões) |
| ------------------------------ | - | ---------------- | ----------------------------------------------------------------- | ----------- | ----------------------- | ---------------------- |
| 0                              | 0 | "Piloto" "Pilot" | Sue Mondt (criativo), Robert Alvarez (arte), & Phil Rynda (tempo) | Skyler Page | 17 de fevereiro de 2014 | 1,06                   |
| Clarêncio conhece Jeff e Sumo. |   |                  |                                                                   |             |                         |                        |

### 1.ª Temporada (2014-2015)
- Todos os episódios são dirigidos por Raymie Muzquiz (supervisão) e Andrew Overtoom (animação).

| # | #  | Título | Escrito por                  | Exibição original                                                 | Audiência (em milhões) |
| --- | -- | --- | ---------------------------- | ----------------------------------------------------------------- | ---------------------- |
| 1 | 1  | "Masmorra da diversão (BR) Confronto na masmorra da diversão (PT)" "Fun Dungeon Face Off"                        | Skyler Page e Patrick Harpin | 14 de abril de 2014 18 de agosto de 2014 30 de novembro de 2014   | 2,26                   |
| Clarêncio pega as batatas de Jeff para forçá-lo a se divertir com ele dentro de um playground infantil. |    | |                              |                                                                   |                        |
| 2 | 2  | "Dia bem legal com uma garota (BR) Um bonito dia em grande com uma rapariga (PT)" "Pretty Great Day with a Girl" | Skyler Page e Patrick Harpin | 14 de abril de 2014 4 de agosto de 2014 29 de novembro de 2014    | 2,26                   |
| Clarêncio passa o dia com Amy Guilles em busca de uma pedra gigante na floresta. |    | |                              |                                                                   |                        |
| 3 | 3  | "Mago da vassoura da grana (BR) A busca pelo jogo ideal (PT)" "Money Broom Wizard"                               | Skyler Page e Patrick Harpin | 21 de abril de 2014 11 de agosto de 2014 29 de novembro de 2014   | 2,37                   |
| Clarêncio, Jeff e Sumo se divertem no Pântano da Pizza com apenas uma nota. |    | |                              |                                                                   |                        |
| 4 | 4  | "Perdido no supermercado (BR / PT)" "Lost in Supermarket"                                                        | Skyler Page e Patrick Harpin | 21 de abril de 2014 8 de setembro de 2014 25 de abril de 2015     | 2,37                   |
| Clarêncio e Mary vão fazer compras no supermercado, e para pagar as compras, Mary junta muitos cupons. Porém, ela acaba perdendo eles, e Clarêncio e Sumô terão a missão de recuperar todos eles.                                                                                           |    | |                              |                                                                   |                        |
| |    | |                              |                                                                   |                        |
| 5 | 5  | "Os milhões do Clarêncio (BR) Os milhões do Clarence (PT)" "Clarence's Millions"                                 | Skyler Page e Patrick Harpin | 28 de abril de 2014 22 de setembro de 2014 26 de abril de 2015    | 2,10                   |
| Clarêncio está cansado de só Jeff ser especial por ter muitas estrelas, então ele cria seu próprio dinheiro. |    | |                              |                                                                   |                        |
| 6 | 6  | "Clarêncio arranja uma namorada (BR) A namorada do Clarence (PT)" "Clarence Gets a Girlfriend"                   | Skyler Page e Patrick Harpin | 5 de maio de 2014 1 de setembro de 2014 6 de dezembro de 2014     | 1,92                   |
| Clarêncio consegue um encontro com uma garota chamada Ashley. |    | |                              |                                                                   |                        |
| 7 | 7  | "O novo brinquedo do Jeff (BR) O brinquedo novo do Jeff (PT)" "Jeff's New Toy"                                   | Spencer Rothbell             | 12 de maio de 2014 13 de outubro de 2014 3 de maio de 2015        | por anunciar           |
| Clarêncio tenta, fracassadamente consertar o novo brinquedo de Jeff depois de brincar com ele. |    | |                              |                                                                   |                        |
| 8 | 8  | "Jantar (BR) O jantar (PT)" "Dinner Party"                                                                       | Skyler Page e Patrick Harpin | 12 de junho de 2014 25 de agosto de 2014 30 de novembro de 2014   | por anunciar           |
| Clarêncio faz uma visita à casa de Breehn. |    | |                              |                                                                   |                        |
| 9 | 9  | "Buzina (BR) A linguagem da buzina (PT)" "Honk"                                                                  | Mark Banker                  | 19 de junho de 2014 3 de novembro de 2014 3 de maio de 2015       | por anunciar           |
| Clarêncio descobre outra forma de comunicação, uma buzina ("buzinete", nome dado pelo Clarêncio), porém, o que ela serviria de diversão, acaba se tornando algo irritante para a escola. |    | |                              |                                                                   |                        |
| 10 | 10 | "Caça ao dólar (BR) A caçada ao dólar (PT)" "Dollar Hunt"                                                        | Mark Banker                  | 26 de junho de 2014 6 de outubro de 2014 2 de maio de 2015        | por anunciar           |
| Após Clarêncio trocar o dinheiro que sua mãe lhe deu para comprar ingredientes para uma lasanha no dólar que seria usado no jogo, as coisas ficam fora de controle. Agora, Clarêncio, Jeff e Sumo tentarão fazer sua própria lasanha.                                                       |    | |                              |                                                                   |                        |
| 11 | 11 | "Zoológico (BR) Mistério no zoo (PT)" "Zoo"                                                                      | Spencer Rothbell             | 3 de julho de 2014 20 de outubro de 2014 9 de maio de 2015        | 1,84                   |
| Clarêncio visita o zoológico e acaba sendo o par de Belson, porém, Belson não gosta nada de Clarêncio. |    | |                              |                                                                   |                        |
| 12 | 12 | "Acorda pra vida (BR) O despertar de Clarence (PT)" "Rise 'n' Shine"                                             | Mark Banker                  | 10 de julho de 2014 10 de novembro de 2014 10 de maio de 2015     | por anunciar           |
| Clarêncio acorda cedo para aproveitar as aventuras que pode se fazer antes do sol nascer. |    | |                              |                                                                   |                        |
| 13 | 13 | "Homem da casa (BR) O homem da casa (PT)" "Man of the House"                                                     | Mark Banker                  | 17 de julho de 2014 17 de novembro de 2014 9 de maio de 2015      | por anunciar           |
| Chadão e a mãe de Clarêncio saem para um torneiro de Monster Truck. Clarêncio fica em casa com Sumo e Jeff se divertindo, mas tudo acaba saindo do controle quando todos pensam que há alguém querendo invadir a casa.                                                                      |    | |                              |                                                                   |                        |
| 14 | 14 | "Olhos de lama (BR) Um exame quase às cegas (PT)" "Puddle Eyes"                                                  | Spencer Rothbell             | 24 de julho de 2014 24 de novembro de 2014 10 de maio de 2015     | 1,95                   |
| Clarêncio acha que está cego depois de colocar lama nos olhos. |    | |                              |                                                                   |                        |
| 15 | 15 | "Barco dos sonhos (BR) O sonho de Sumo (PT)" "Dream Boat"                                                        | Mark Banker                  | 31 de julho de 2014 1 de dezembro de 2014 16 de maio de 2015      | por anunciar           |
| Sumo tenta construir um barco. |    | |                              |                                                                   |                        |
| 16 | 16 | "Festa do pijama (BR) O mestre das festas pijama (PT)" "Slumber Party"                                           | Spencer Rothbell             | 7 de agosto de 2014 29 de setembro de 2014 2 de maio de 2015      | 1,65                   |
| Clarêncio encontra um convite que supostamente o convida para uma festa do pijama, mas ao chegar lá, ele descobre que foi um grande engano. |    | |                              |                                                                   |                        |
| 17 | 17 | "Clarêncio natureza (BR) Um passeio pela natureza (PT)" "Nature Clarence"                                        | Spencer Rothbell             | 14 de agosto de 2014 15 de dezembro de 2014 16 de maio de 2015    | 1,75                   |
| Clarêncio faz uma viagem para as montanhas do deserto junto com Sumo e Jeff. |    | |                              |                                                                   |                        |
| 18 | 18 | "Jeff na média (BR) Um Jeff normal (PT)" "Average Jeff"                                                          | Spencer Rothbell             | 2 de outubro de 2014 2 de março de 2015 17 de maio de 2015        | 1,82                   |
| Jeff enfrenta uma crise de identidade quando uma prova padronizada o deixa no grupo menos qualificado no ranking. |    | |                              |                                                                   |                        |
| 19 | 19 | "Tarde do dia da lagartixa (BR) A lagartixa da sorte (PT)" "Lizard Day Afternoon"                                | Mark Banker                  | 9 de outubro de 2014 22 de dezembro de 2014 17 de maio de 2015    | 1,80                   |
| Clarêncio e Sumo passam o dia caçando uma lagartixa enquanto Jeff tenta de todas as maneiras, forçar Belson a fazê-lo brincar com o seu novo vídeo-game. |    | |                              |                                                                   |                        |
| 20 | 20 | "Os esquecidos (BR / PT)" "The Forgotten"                                                                        | Mark Banker                  | 16 de outubro de 2014 2 de março de 2015 26 de abril de 2015      | 2,29                   |
| Quando Clarêncio e seu colega de classe indeciso, Brady, são deixados para trás na escola, Brady é obrigado a acompanhar Clarêncio em sua aventura de volta para casa. |    | |                              |                                                                   |                        |
| 21 | 21 | "Lanchonete do bairro (BR) O encontro de setora Baker (PT)" "Neighborhood Grill"                                 | Spencer Rothbell             | 23 de outubro de 2014 11 de janeiro de 2016 6 de dezembro de 2014 | 1,47                   |
| Clarêncio não consegue parar de se intrometer no encontro da Sr.ª Baker, sua professora. - Censura no Brasil: É censurado o beijo gay |    | |                              |                                                                   |                        |
| 22 | 22 | "Festa do pijama do Belson (BR) Uma festa em casa de Belson (PT)" "Belson's Sleepover"                           | Patrick Harpin               | 30 de outubro de 2014 31 de outubro de 2014 25 de abril de 2015   | 1,56                   |
| Belson convida Clarêncio e a sua turma para uma festa de sustos. |    | |                              |                                                                   |                        |
| 23 | 23 | "Nojento demais pra aguentar (BR) O concurso repugnante (PT)" "Too Gross for Comfort"                            | Mark Banker                  | 6 de novembro de 2014 9 de março de 2015 23 de maio de 2015       | 1,63                   |
| A inocente tentativa de Clarêncio de levar Chelsea a uma casa da árvore só para meninos obriga Sumo a assumir a missão de expulsá-la. |    | |                              |                                                                   |                        |
| 24 | 24 | "Expansão de piloto (BR) O início de uma amizade (PT)" "Pilot Expansion"                                         | Skyler Page e Mark Banker    | 13 de novembro de 2014 29 de dezembro de 2014 23 de maio de 2015  | 1,73                   |
| Clarêncio, Jeff e Sumo relembram o primeiro dia em que se conheceram na sua infância, baseado no piloto original da série. |    | |                              |                                                                   |                        |
| 25 | 25 | "Pacientes (BR) Uma espera imaginária (PT)" "Patients"                                                           | Mark Banker                  | 20 de novembro de 2014 23 de março de 2015 24 de maio de 2015     | 1,86                   |
| Clarêncio está desesperado para ganhar um pote de doces na sala de espera, enquanto sua mãe é consultada no médico. |    | |                              |                                                                   |                        |
| 26 | 26 | "Escola dos frangos da cavalaria (BR) Uma nova escola (PT)" "Rough Riders Elementary"                            | Spencer Rothbell             | 1 de dezembro de 2014 16 de março de 2015 24 de maio de 2015      | 1,46                   |
| Quando um patrocínio corporativo da escola de Clarêncio se transforma em uma terrível invasão, Clarêncio deverá enfrentar 'o cara', não importam as consequências. |    | |                              |                                                                   |                        |
| 27 | 27 | "Quem não arrisca (BR Quem não arrisca... PT)" "Nothing Ventured"                                                | Mark Banker                  | 2 de dezembro de 2014 29 de março de 2015 5 de setembro de 2015   | 1,40                   |
| Chadão e Sr. Sumozski criam juntos, um projeto que leva Clarêncio e Sumo a serem os investidores. |    | |                              |                                                                   |                        |
| 28 | 28 | "Educação no hospital (BR) Uma partida infeliz PT)" "Bedside Manners"                                            | Mark Banker                  | 3 de dezembro de 2014 6 de abril de 2015 5 de setembro de 2015    | 1,41                   |
| Belson é levado para o hospital com o corpo todo engessado e Clarêncio decide visitá-lo. |    | |                              |                                                                   |                        |
| 29 | 29 | "Jeff ganha (BR) O concurso culinário (PT)" "Jeff Wins"                                                          | Spencer Rothbell             | 4 de dezembro de 2014 29 de março de 2015 6 de setembro de 2015   | 1,55                   |
| Clarêncio ajuda Jeff a vencer uma competição de culinária. |    | |                              |                                                                   |                        |
| 30 | 30 | "Suspenso (BR) Suspensos (PT)" "Suspended"                                                                       | Spencer Rothbell             | 6 de abril de 2015 13 de abril de 2015 12 de setembro de 2015     | 1,49                   |
| Clarêncio e Sumo ficam suspensos por um dia, após fazerem uma pegadinha com a Sr.ª Baker na sala de aula. |    | |                              |                                                                   |                        |
| 31 | 31 | "Chapéu tartaruga (BR) Chapéus de tartaruga (PT)" "Turtle Hats"                                                  | Katie Crown                  | 7 de abril de 2015 4 de maio de 2015 13 de setembro de 2015       | 1,44                   |
| Sr.ª Baker acidentalmente manda Clarêncio e sua turma fazerem um projeto falando sobre chapéis de tartaruga. |    | |                              |                                                                   |                        |
| 32 | 32 | "Perseguição do ganso (BR) A caçada do ganso (PT)" "Goose Chase"                                                 | Katie Crown                  | 8 de abril de 2015 11 de maio de 2015 19 de setembro de 2015      | 1,53                   |
| Clarêncio divide alegremente seu sanduíche com os pássaros no parque, imaginando-se como um rei. Até que um ganso insistente começa a encher sua paciência. |    | |                              |                                                                   |                        |
| 33 | 33 | "Estripulias com o peixinho dourado (BR) Aventuras com um peixinho dourado (PT)" "Goldfish Follies"              | Spencer Rothbell             | 9 de abril de 2015 13 de abril de 2015 6 de setembro de 2015      | 1,90                   |
| Em uma paródia inspirada nos desenhos dos anos 30, Clarêncio precisa manter seu novo peixe dourado o suficiente na água até o caminho de casa. |    | |                              |                                                                   |                        |
| 34 | 34 | "Chaminé (BR / PT)" "Chimney"                                                                                    | Katie Crown                  | 10 de abril de 2015 18 de maio de 2015 19 de setembro de 2015     | 1,37                   |
| Os garotos fazem amizade com um cão selvagem que encontram no bosque. |    | |                              |                                                                   |                        |
| 35 | 35 | "Doença na certa (BR) Uma doença em grupo (PT)" "Straight Illin"                                                 | Spencer Rothbell             | 16 de abril de 2015 25 de abril de 2015 13 de setembro de 2015    | 1,40                   |
| Clarêncio fica doente após provar que seria bom em um desafio inadmissível de comer 500 ovos cozidos. |    | |                              |                                                                   |                        |
| 36 | 36 | "Amigos de faxina (BR) Técnicas de limpeza (PT)" "Dust Buddies"                                                  | Katie Crown                  | 23 de abril de 2015 1 de junho de 2015 12 de setembro de 2015     | 1,43                   |
| A Mãe de Belson oferece serviços de limpeza para Clarêncio e sua mãe. |    | |                              |                                                                   |                        |
| 37 | 37 | "O furacão Dilliss (BR / PT)" "Hurricane Dilliss"                                                                | Spencer Rothbell             | 30 de abril de 2015 25 de maio de 2015 20 de setembro de 2015     | 1,10                   |
| Quando a mãe de Mary, Dilliss, faz uma visita na casa de Clarêncio, ela começa a causar problemas e se meter na vida de todos. |    | |                              |                                                                   |                        |
| 38 | 38 | "Corrida (BR) Salvem a Caramelo (PT)" "Hoofin’ It"                                                               | Katie Crown                  | 7 de maio de 2015 28 de setembro de 2015 26 de setembro de 2015   | 1,63                   |
| Clarêncio está insatisfeito com a corrida de porcos. |    | |                              |                                                                   |                        |
| 39 | 39 | "Detenção (BR Diversão na detenção PT)" "Detention"                                                              | Tony Infante                 | 14 de maio de 2015 5 de outubro de 2015 27 de setembro de 2015    | 1,25                   |
| Clarêncio brinca na detenção. |    | |                              |                                                                   |                        |
| 40 | 40 | "Cabelêncio (BR Um problema cabeludo PT)" "Hairence"                                                             | Spencer Rothbell             | 21 de maio de 2015 21 de setembro de 2015 26 de setembro de 2015  | 1,46                   |
| Clarêncio aceita um trabalho de verão no salão de beleza da sua mãe. Porém, eles tem que lidar com uma cliente chamada Sandy, que visita o salão todos os dias para tirar satisfação |    | |                              |                                                                   |                        |
| 41 | 41 | "Amiguinho (BR) Um castigo injusto (PT)" "Lil' Buddy"                                                            | Spencer Rothbell             | 20 de julho de 2015 14 de setembro de 2015 26 de setembro de 2015 | 1,42                   |
| Depois de ficar de castigo durante o recreio por causa de um boneco, Clarêncio começa a agir de forma estranha. |    | |                              |                                                                   |                        |
| 42 | 42 | "Chalmers Santiago (BR / PT)" "Chalmers Santiago"                                                                | Spencer Rothbell             | 21 de julho de 2015 19 de outubro de 2015 3 de outubro de 2015    | 1,56                   |
| Clarêncio encontra um jogo de aventura antigo e tenta descobrir quem é Chalmers Santiago. |    | |                              |                                                                   |                        |
| 43 | 43 | "Caindo de sono (BR Uma noite em branco PT)" "Tuckered Boys"                                                     | John Bailey Owen             | 22 de julho de 2015 2 de novembro de 2015 4 de outubro de 2015    | 1,36                   |
| Clarêncio, Jeff e Sumo ficam acordados a noite toda para poder ver a chuva de meteoros. |    | |                              |                                                                   |                        |
| 44 | 44 | "Parque aquático (BR Uma ida ao parque aquático PT)" "Water Park"                                                | Tony Infante                 | 23 de julho de 2015 9 de novembro de 2015 3 de outubro de 2015    | 1,59                   |
| Clarêncio, Jeff e Sumo vão ao parque aquático. |    | |                              |                                                                   |                        |
| 45 | 45 | "Onde os chadões selvagens estão (BR) Um acampamento selvagem (PT)" "Where the Wild Chads Are"                   | Spencer Rothbell             | 24 de julho de 2015 16 de novembro de 2015 11 de outubro de 2015  | 1,19                   |
| Quando Chadão leva Clarêncio para um acampamento, Clarêncio toma medidas para tornar as coisas menos confortáveis. |    | |                              |                                                                   |                        |
| 46 | 46 | "Breehn à vista! (BR) O pirata Breehn (PT)" "Breehn Ho"                                                          | Tony Infante                 | 6 de agosto de 2015 12 de outubro de 2015 27 de setembro de 2015  | 1,46                   |
| Clarêncio e Sumo estão empolgados para jogar um jogo de tabuleiro, até perceber que Jeff convidou o velho e chato Breehn. |    | |                              |                                                                   |                        |
| 47 | 47 | "O problema da pizza Big Petey (BR) O duplo aniversário (PT)" "The Big Petey Pizza Problem"                      | John Bailey Owen             | 13 de agosto de 2015 23 de novembro de 2015 4 de outubro de 2015  | 1,38                   |
| É aniversário de Jeff e ele está preocupado. Sua festa pode ser arruinada quando ele descobre que Gilben está dando uma festa no mesmo lugar. |    | |                              |                                                                   |                        |
| 48 | 48 | "A separação (BR) A zanga (PT)" "The Break Up"                                                                   | Tony Infante                 | 20 de agosto de 2015 30 de novembro de 2015 10 de outubro de 2015 | 1,57                   |
| Quando Jeff e Sumo brigam e deixam de ser amigos, Clarêncio tenta ajudar eles a se reconciliarem. |    | |                              |                                                                   |                        |
| 49 | 49 | "Nos sonhos (BR) O sonho de Clarence (PT)" "In Dreams"                                                           | Nelson Boles                 | 27 de agosto de 2015 14 de dezembro de 2015 11 de outubro de 2015 | 1,17                   |
| Clarêncio cochila e entra no mundo dos sonhos, lá conhece um novo amigo. |    | |                              |                                                                   |                        |
| 50 | 50 | "Equilibrado (BR) Balance (PT)" "Balance"                                                                        | Spencer Rothbell             | 3 de setembro de 2015 18 de janeiro de 2016 10 de outubro de 2015 | 1,17                   |
| Srta. Baker apresenta um novo estudante, uma "criança" pequena com uma mão de gancho que se chama Equilibrado. - Nota: Este episódio teve uma pré-estreia no Brasil no dia 17 de janeiro de 2016.                                                                                           |    | |                              |                                                                   |                        |
| 51 | 51 | "Casa de sustos (BR) Clarence e o sustinho (PT)" "Spooky Boo"                                                    | Tony Infante                 | 27 de outubro de 2015 31 de outubro de 2016 29 de outubro de 2015 | 1,24                   |
| Depois que Clarêncio leva algumas crianças do bairro através de sua casa assombrada caseira, Chelsea sugere que eles vão para a pousada das crianças do ensino médio para alguns sustos reais. - Nota: A primeira prévia deste episódio foi lançada no Brasil no dia 21 de outubro de 2016. |    | |                              |                                                                   |                        |

### 2.ª Temporada (2016-2017)
Em 7 de julho de 2015, a série foi renovada para uma segunda temporada.
| # | #     | Título | Escrito por                           | Exibição original                                                   | Audiência (em milhões) |
| --- | ----- | --- | ------------------------------------- | ------------------------------------------------------------------- | ---------------------- |
| 52 | 1     | "O Interrogatório (BR) / (PT)" "The Interrogation"                                                                                         | Spencer Rothbell                      | 18 de janeiro de 2016 25 de janeiro de 2016 28 de maio de 2016      | 1,35                   |
| Clarêncio tenta descobrir quem foi o responsável por sujar o carro do Sr. Reese. |       | |                                       |                                                                     |                        |
| 53 | 2     | "Parquinho Perdido (BR) "Parque Perdido (PT) "Lost Playground"                                                                             | Tony Infante                          | 18 de janeiro de 2016 4 de julho de 2016 5 de junho de 2016         | 1,25                   |
| Quando um menino se machuca no parquinho da escola na hora do recreio, os professores expulsam os brinquedos e o parque fica vazio. Somente Clarêncio e a sua turma devem recuperar os brinquedos desaparecidos.                                                   |       | |                                       |                                                                     |                        |
| 54 | 3     | "Homem Menino Pássaro (BR) "Homem Pássaro (PT) "Bird Boy Man"                                                                              | Tony Infante                          | 19 de janeiro de 2016 6 de junho de 2016 28 de maio de 2016         | 1,04                   |
| Sumo adota um passarinho, que depois começa a provacá-lo e deixando ele metido em mais loucuras. |       | |                                       |                                                                     |                        |
| 55 | 4     | "Cacto da Liberdade (BR) / (PT)" "Freedom Cactus"                                                                                          | Spencer Rothbell e Sam Kremers-Nedell | 20 de janeiro de 2016 27 de junho de 2016 4 de junho de 2016        | 1,10                   |
| Clarêncio cria uma história em quadrinhos como trabalho da escola, e de repente, seu projeto acaba ganhando muito sucesso na escola toda. |       | |                                       |                                                                     |                        |
| 56 | 5     | "Nervoso nas Alturas (BR) / (PT)" "Plane Excited"                                                                                          | Sam Kremers-Nedell                    | 21 de janeiro de 2016 13 de junho de 2016 29 de maio de 2016        | 1,06                   |
| Clarêncio vai visitar a sua avó durante um voo de avião, e quando ele descobre que Chadão tem medo de altura, Clarêncio resolve ajudá-lo a enfrentar os seus medos.                                                                                                |       | |                                       |                                                                     |                        |
| 57 | 6     | "Fuga de Além do Cósmico (BR) "Fuga para Além do Cosmos (PT) "Escape from Beyond the Cosmic"                                               | Tony Infante                          | 22 de janeiro de 2016 11 de julho de 2016 4 de junho de 2016        | 1,29                   |
| Clarêncio, sem querer, quebra um jogo de video-game de Jeff, e decide criar a sua própria versão do jogo para incentivá-lo. |       | |                                       |                                                                     |                        |
| 58 | 7     | "Feira Medieval (BR) / (PT)" "Ren Faire"                                                                                                   | Tony Infante                          | 28 de janeiro de 2016 20 de junho de 2016 29 de maio de 2016        | 0,98                   |
| Clarêncio, Jeff e Sumo se aventuram na Feira Renascentista de Aberdale. |       | |                                       |                                                                     |                        |
| 59 | 8     | "Crimes Temporais (BR) "Crimes do Tempo (PT) "Time Crimes"                                                                                 | Sam Kremers-Nedell                    | 4 de fevereiro de 2016 18 de julho de 2016 5 de junho de 2016       | 1,11                   |
| Clarêncio ganha um relógio que o faz controlar o tempo. |       | |                                       |                                                                     |                        |
| 60 | 9     | "Sábado na Escola (BR) / (PT)" "Saturday School"                                                                                           | Tony Infante                          | 11 de fevereiro de 2016 25 de julho de 2016 11 de junho de 2016     | 1,06                   |
| Clarêncio, Jeff e Sumo são obrigados a limpar a escola em um sábado depois de fazer bagunça no mural. |       | |                                       |                                                                     |                        |
| 61 | 10    | "Ataque na Festa do Quarteirão (BR) / (PT)" "Attack the Block Party"                                                                       | Sam Kremers-Nedell                    | 18 de fevereiro de 2016 1 de agosto de 2016 11 de junho de 2016     | 1,11                   |
| Uma festa da escola é investigada por Clarêncio, Jeff e Sumo, que acham que é uma invasão alienígena. |       | |                                       |                                                                     |                        |
| 62 | 11    | "Passeio da Escola (BR) / (PT)" "Field Trippin'"                                                                                           | Tony Infante                          | 25 de fevereiro de 2016 8 de agosto de 2016 3 de setembro de 2016   | 0,98                   |
| Clarêncio e seus amigos da escola fazem uma excursão. |       | |                                       |                                                                     |                        |
| 63 | 12    | "Caça ao Sorvete (BR) "Gelado (PT) "Ice Cream Hunt"                                                                                        | Sam Kremers-Nedell                    | 3 de março de 2016 15 de agosto de 2016 3 de setembro de 2016       | 1,18                   |
| Clarêncio pede a ajuda de seu vizinho Larry, para tomar sorvete com seus amigos. |       | |                                       |                                                                     |                        |
| 64 | 13    | "Empresário (BR) / (PT)" "Company Man" | Nick Cron-DeVico                      | 10 de março de 2016 22 de agosto de 2016 4 de setembro de 2016      | 0,91                   |
| Clarêncio é confundido com o Belson. |       | |                                       |                                                                     |                        |
| 65 | 14    | "Irmãos Martelada (BR) "Construtores (PT) "Stump Brothers"                                                                                 | Sam Kremers-Nedell                    | 17 de março de 2016 29 de agosto de 2016 4 de setembro de 2016      | 1,31                   |
| Clarêncio, Sumo e Tanner (o irmão do Sumo) vão atrás de algumas peças novas, após estragarem o gerador de energia. |       | |                                       |                                                                     |                        |
| 66 | 15    | "Os Contos de Mardrynia (BR) "Contos de Mardrynia (PT) "The Tails of Mardrynia"                                                            | Tony Infante                          | 25 de março de 2016 14 de novembro de 2016 10 de setembro de 2016   | 1,05                   |
| Clarêncio faz um mundo animal falso para ajudar Percy, após ouvir uma historinha contada pela Sr. Baker. |       | |                                       |                                                                     |                        |
| 67 | 16    | "Clarêncio Wendell e o Olho de Coogan (BR) "Clarence Wendell e o Olho do Coogan (PT) "Clarence Wendell and the Eye of Coogan"              | Tony Infante                          | 25 de março de 2016 21 de novembro de 2016 11 de setembro de 2016   | 1,05                   |
| Clarêncio, Jeff, Belson, Malessica, Amy Shutzger e Nathan vão atrás de um tesouro perdido. |       | |                                       |                                                                     |                        |
| 68 | 17    | "O Trailer (BR) "O Anúncio (PT) "Sneaky Peeky"                                                                                             | Tony Infante                          | 29 de março de 2016 28 de novembro de 2016 10 de setembro de 2016   | 0,99                   |
| Clarêncio, Jeff e Sumo fazem de tudo para assistir ao novo trailer do "Sapo-Robô". |       | |                                       |                                                                     |                        |
| 69 | 18    | "O Jogo (BR) "Show do Jogador (PT) "Game Show"                                                                                             | Sam Kremers-Nedell                    | 21 de abril de 2016 5 de dezembro de 2016 11 de setembro de 2016    | 1,01                   |
| Clarêncio e Breehn encontram um game show no shopping de Aberdale. |       | |                                       |                                                                     |                        |
| 70 | 19    | "Sumo Skatista (BR) "Sumo o Skater (PT) "Skater Sumo"                                                                                      | Sam Kremers-Nedell                    | 28 de abril de 2016 12 de dezembro de 2016 17 de setembro de 2016   | 1,36                   |
| Quando Clarêncio estava brincando com Sumo, eles viram Chelsea e Rita andando de skate. Clarêncio e Sumo decidem brincar com elas. |       | |                                       |                                                                     |                        |
| 71 | 20    | "Garota Misteriosa (BR) "Rapariga Misteriosa (PT) "Mystery Girl"                                                                           | Tony Infante                          | 5 de maio de 2016 19 de dezembro de 2016 7 de janeiro de 2017       | 0,97                   |
| Clarêncio acidentalmente encontra uma amiga ao fazer trotes pelo telefone. |       | |                                       |                                                                     |                        |
| 72 | 21    | "A Substituta (BR) / (PT)" "The Substitute"                                                                                                | Sam Kremers-Nedell                    | 12 de maio de 2016 26 de dezembro de 2016 7 de janeiro de 2017      | 1,09                   |
| O professor substituto provoca caos na escola, e Clarêncio encontra Sr.ª Baker para restaurar a ordem. |       | |                                       |                                                                     |                        |
| 73 | 22    | "Sala de Aula (BR) / (PT)" "Classroom" | Tony Infante                          | 19 de maio de 2016 2 de janeiro de 2017 8 de janeiro de 2017        | 1,09                   |
| Sr.ª Baker examina a sala de aula. |       | |                                       |                                                                     |                        |
| 74 | 23    | "Isolado (BR) Aborrecido (PT)" "Dullance"                                                                                                  | Tony Infante                          | 26 de maio de 2016 9 de janeiro de 2017 8 de janeiro de 2017        | 1,07                   |
| Cansado e sem a sensação de ter tantas aventuras, Clarêncio fica sentado ser fazer nada. |       | |                                       |                                                                     |                        |
| 75 | 24    | "O Segredo do Jeff (BR) O Segredo do Jeff (PT)" "Jeff's Secret"                                                                            | Sam Kremers-Nedell                    | 2 de junho de 2016 16 de janeiro de 2017 14 de janeiro de 2017      | 1,38[                  |
| Clarêncio descobre que Jeff tem seis dedos em um pé, e Jeff, pede para Clarêncio manter o segredo, mas Clarêncio é obrigado a dizer para toda a escola. |       | |                                       |                                                                     |                        |
| 76 | 25    | "Corrida Espacial (BR) Corrida Espacial (PT)" "Space Race"                                                                                 | Alan Hanson                           | 9 de junho de 2016 23 de janeiro de 2017 14 de janeiro de 2017      | 1,13                   |
| Sr.ª Baker atribui a um projeto muito divertido para a classe. Como Clarêncio é distraido pelo poder misterioso da lua, a classe concorre para construir o foguete mais alto para voar.                                                                            |       | |                                       |                                                                     |                        |
| 77 | 26    | "Pais de Plantas (BR) Pais das Plantas (PT)" "Plant Daddies"                                                                               | Tony Infante                          | 16 de junho de 2016 30 de janeiro de 2017 15 de janeiro de 2017     | 1,32                   |
| Os estudantes da escola de Aberdale fazem grupos de dois, para uma plantação. |       | |                                       |                                                                     |                        |
| 78 | 27    | "Bucky e o Uivo (BR) (PT)" "Bucky and the Howl"                                                                                            | Tony Infante                          | 23 de junho de 2016 6 de fevereiro de 2017 15 de janeiro de 2017    | 1,29                   |
| Clarêncio promove o show musical da escola de Aberdale, mas Sumo fica com medo do palco na noite de abertura. |       | |                                       |                                                                     |                        |
| 79 | 28    | "Minhocário (BR) Minhoca do Lixo (PT)" "Worm Bin"                                                                                          | Sam Kremers-Nedell                    | 1 de novembro de 2016 13 de fevereiro de 2017 29 de abril de 2017   | 0,77                   |
| Quando a mãe de Jeff pega uma lixeira cheia de criaturas que produzem o composto, Jeff tem que lidar com a idéia de que ele vive com as criaturas repugnantes, enquanto Clarêncio invade para alimentá-las todas as noites.                                        |       | |                                       |                                                                     |                        |
| 80 | 29    | "A Aventura Rexcelente de Clarêncio e Sumo (BR) A Aventura Rexcelente do Clarence e do Sumo (PT)" "Clarence & Sumo's Rexcellent Adventure" | Ben Melker                            | 2 de novembro de 2016 20 de fevereiro de 2017 29 de abril de 2017   | 0,85                   |
| Sumo deve enfrentar as consequências quando ele e Clarêncio pegam um dente de um esqueleto de dinossauro em um museu, deixando Clarêncio traumatizado. |       | |                                       |                                                                     |                        |
| 81 | 30    | "Aniversário (BR) A Festa de Anos do Clarence (PT)" "Birthday"                                                                             | Tony Infante                          | 3 de novembro de 2016 27 de fevereiro de 2017 30 de abril de 2017   | 0,86                   |
| Clarêncio faz uma festa de aniversário e todos da sua sala aparecem - o que desanima Jeff e Sumo. |       | |                                       |                                                                     |                        |
| 82 | 31    | "Árvore da Vida (BR / PT)" "Tree of Life"                                                                                                  | Joe Tracz                             | 4 de novembro de 2016 24 de julho de 2017 30 de abril de 2017       | 0,89                   |
| Clarêncio, Sumo, e Jeff escalam uma árvore para esculpir seus nomes nela. |       | |                                       |                                                                     |                        |
| 83–84 | 32–33 | "Pique Bandeira (BR) Apanha a Bandeira (PT)" "Capture the Flag"                                                                            | Tony Infante                          | 14 de novembro de 2016 3 de dezembro de 2018 6 de maio de 2017      | 1,06                   |
| Nesta aventura especial de meia hora, Clarêncio e seus amigos jogam o maior jogo de capturar bandeira, e todo mundo quer levar para casa a coroa e o poder de controlar as caixas de suco. Mas então as coisas mudam quando uma equipe nova monta e toma os sucos. |       | |                                       |                                                                     |                        |
| 85 | 34    | "Cloris" | Ben Melker                            | 15 de novembro de 2016 5 de junho de 2017 13 de maio de 2017        | 0,92                   |
| Quando Clarêncio vai com Jeff visitar a avó dele, ele faz amizade com uma mulher envelhecida chamada Cloris e está determinada a lembrá-la de sua velha eu, a fim de converter a avó para o seu divertimento de maneiras amorosas.                                 |       | |                                       |                                                                     |                        |
| 86 | 35    | "Viagem Para Pescar (BR) Viagem de Pesca (PT)" "Fishing Trip"                                                                              | Sam Kremers-Nedell                    | 16 de novembro de 2016 26 de junho de 2017 7 de maio de 2017        | 0,84                   |
| O pai de Sumo descobre que Chadão nunca chamou Clarêncio para uma pesca e decide fazer isso com uma viagem de pesca para todos os meninos. |       | |                                       |                                                                     |                        |
| 87 | 36    | "A Mochila do Belson (BR/PT)" "Belson's Backpack"                                                                                          | Tony Infante                          | 17 de novembro de 2016 3 de julho de 2017 7 de maio de 2017         | 1,08                   |
| Depois de uma troca de mochila acidentalmente, Clarêncio descobre que Belson está escondendo um lado artístico e tenta promover a criatividade de Belson. |       | |                                       |                                                                     |                        |
| 88 | 37    | "Hotel (BR) Motel (PT)" "Motel" | Sam Kremers-Nedell                    | 18 de novembro de 2016 10 de julho de 2017 6 de maio de 2017        | 1,00                   |
| Após um acidente de inseto, a casa de Clarêncio precisa ser detetizada, forçando ele, Mary e Chadão a irem para um hotel. |       | |                                       |                                                                     |                        |
| 89 | 38    | "Natal na Aba (BR) Feliz Mootal (PT)" "Merry Moochmas"                                                                                     | Sam Kremers-Nedell                    | 1 de dezembro de 2016 11 de dezembro de 2017 24 de dezembro de 2016 | 1,00                   |
| Clarêncio está convencido de que seu desejo de que chova neve na cidade de Arizona se torne realidade, mas ele terá que convencer Gary Mooch, o primo rabugento do Belson.                                                                                         |       | |                                       |                                                                     |                        |
| 90 | 39    | "Herói da Pizza (BR) O Herói da Pizza (PT)" "Pizza Hero"                                                                                   | Nick Cron-DeVico                      | 3 de fevereiro de 2017 17 de julho de 2017 13 de maio de 2017       | 0,93                   |
| É final do ano letivo, e como é tradição na escola de Aberdale, Papa Marianio está programando um prato fora de sua famosa pizza, juntamente com um espetáculo de música e dança.                                                                                  |       | |                                       |                                                                     |                        |

### 3.ª Temporada (2017-2018)
Uma terceira temporada da série teve sua estreia nos Estados Unidos dia 10 de fevereiro de 2017 e quase terminou no dia 18 de novembro de 2017. Em 4 de abril de 2017, foi confirmado que a série foi cancelada com essa última temporada. O último episódio foi exibido no dia 24 de junho de 2018.
| # | #  | Título | Escrito por        | Exibição original                                                  | Audiência (em milhões) |
| --- | -- | --- | ------------------ | ------------------------------------------------------------------ | ---------------------- |
| 91 | 1  | "Sumo Vai Pra Oeste (BR) O Sumo Vai Para o Oeste (PT)" "Sumo Goes West" | Tony Infante       | 10 de fevereiro de 2017 24 de julho de 2017 23 de setembro de 2017 | 0,95                   |
| Quando Clarêncio descobre que Sumo pode ir para outra escola, ele faz de tudo para ele não ir. |    | |                    |                                                                    |                        |
| 92 | 2  | "Namorados (BR) Dia dos Namorados (PT)" "Valentimes" | Tony Infante       | 10 de fevereiro de 2017 12 de junho de 2017 30 de setembro de 2017 | 0,95                   |
| Depois de descobrir que Sr.ª Baker não possui namorado, Clarêncio a ajuda a ter um encontro com o Sr. Mozer, professor de Sumo na escola de Aberdale. |    | |                    |                                                                    |                        |
| 93 | 3  | "Clarêncio Para Presidente (BR) Clarence Concorre a Presidente (PT)" "Clarence for President" | Sam Kremers-Nedell | 24 de fevereiro de 2017 19 de junho de 2017 30 de setembro de 2017 | 0,85                   |
| Clarêncio fica confuso se ele vai ser, ou não vai ser em breve, o próximo presidente dos Estados Unidos. |    | |                    |                                                                    |                        |
| 94 | 4  | "Show de Rock (BR) O Concerto de Rock (PT)" "Rock Show" | Tony Infante       | 24 de fevereiro de 2017 31 de julho de 2017 24 de setembro de 2017 | 0,85                   |
| A banda de Chadão, faz um show pela primeira vez em anos, dando a Clarêncio e Mary, uma grande oportunidade de assistirem. |    | |                    |                                                                    |                        |
| 95 | 5  | "Clarêncio Festa do Pijama Tempestuosa Episódio 1: Clarêncio Fantasma (BR) A Tempestuosa Festa do Pijama do Clarence: Clarence, o Fantasma (PT)" "Clarence's Stormy Sleepover Episode 1: The Phantom Clarence" | Tony Infante       | 5 de junho de 2017 24 de julho de 2017 15 de outubro de 2017       | 0,96                   |
| Clarêncio planeja fazer uma festa do pijama para ter, lutas, e jogos, mas há uma coisa que falta - convidados; Clarêncio quer convidar todos os seus amigos, mas acha que eles podem precisar de alguém que os convençam.                                                          |    | |                    |                                                                    |                        |
| 96 | 6  | "Clarêncio Festa do Pijama Tempestuosa Episódio 2: Jeffrey Wendle (BR) A Tempestuosa Festa do Pijama do Clarence: Jeffrey Wendle (PT)" "Clarence's Stormy Sleepover Episode 2: Jeffrey Wendle"                 | Kelsy Abbott       | 5 de junho de 2017 25 de julho de 2017 15 de outubro de 2017       | 0,96                   |
| Durante a tempestade, Clarêncio vai pegar uma bebida de passas para Jeff. Enquanto ele se foi, Jeff tem que ficar na casa com Chadão e Mary, e finalmente fica louco por ter limpado a casa.                                                                                       |    | |                    |                                                                    |                        |
| 97 | 7  | "Clarêncio Festa do Pijama Tempestuosa Episódio 3: Animais e Abrigos (BR) A Tempestuosa Festa do Pijama do Clarence: Aborrecidos no Abrigo (PT)" "Clarence's Stormy Sleepover Episode 3: Badgers 'n' Bunkers"  | Sam Kremers-Nedell | 5 de junho de 2017 26 de julho de 2017 21 de outubro de 2017       | 0,96                   |
| Durante o corte de energia, Sumo e sua família escondem-se em um paiol. Ele e seu pai discutem se o texugo de cachorro de Sumo, Candice, deveria ficar com eles no paiol. |    | |                    |                                                                    |                        |
| 98 | 8  | "Clarêncio Festa do Pijama Tempestuosa Episódio 4: Zé Mané e Tio Caduco (BR) A Tempestuosa Festa do Pijama do Clarence: Dingus e McNobrain (PT)" "Clarence's Stormy Sleepover Episode 4: Dingus and McNobrain" | Tony Infante       | 5 de junho de 2017 27 de julho de 2017 21 de outubro de 2017       | 0,96                   |
| Belson e o Sr. Reese se juntam para encontrar a Senhorita Baker durante o corte de energia. |    | |                    |                                                                    |                        |
| 99 | 9  | "Clarêncio Festa do Pijama Tempestuosa Episódio 5: Tchau-Tchau Baker (BR) A Tempestuosa Festa do Pijama do Clarence: Adeus Baker (PT)" "Clarence's Stormy Sleepover Episode 5: Bye Bye Baker"                  | Tony Infante       | 5 de junho de 2017 28 de julho de 2017 22 de outubro de 2017       | 0,96                   |
| Ao tentar chegar à Califórnia para férias sem contar a Clarêncio, Senhorita Baker fica presa na loja com Clarêncio, o prefeito, Meg (a professora substituta) e uma das mães de Jeff. Os quatro desconfiam de Meg e tentam sair da loja.                                           |    | |                    |                                                                    |                        |
| 100 | 10 | "Clarêncio Festa do Pijama Tempestuosa Episódio 6: Irmãos de Enchente (BR) A Tempestuosa Festa do Pijama do Clarence: Irmãos da Inundação (PT)" "Clarence's Stormy Sleepover Episode 6: Flood Brothers"        | Kelsy Abbott       | 5 de junho de 2017 28 de julho de 2017 22 de outubro de 2017       | 0,96                   |
| À medida que a tempestade piora, todos ficam presos na quadra da escola e brigam. Depois que Clarêncio os fazem parar, a grande inundação ocorre e todos trabalham juntos para impedir que a inundação entre na escola.                                                            |    | |                    |                                                                    |                        |
| 101 | 11 | "A Piscina pro Verão (BR) A Piscina de Verão e Outono(PT)" "Pool's Out for Summer" | Tony Infante       | 6 de junho de 2017 8 de abril de 2019 25 de novembro de 2017       | 1,01                   |
| Os meninos vão para a piscina de Aberdale para um dia de diversão molhada; Jeff fica na parte rasa; Sumo tenta fazer um mergulho; Clarêncio se esgueira nos salva-vidas. |    | |                    |                                                                    |                        |
| 102 | 12 | "Grande Jogo (BR) O Grande Jogo (PT) Big Game" | Tony Infante       | 7 de junho de 2017 6 de maio de 2019 2 de dezembro de 2017         | 0,80                   |
| Em um jogo de beisebol que o pai de Belson deu para eles, Chadão, Clarêncio e Belson tentam encontrar maneiras de manter-se entretidos. |    | |                    |                                                                    |                        |
| 103 | 13 | "Meninos da Caixa Amaldiçoada (BR) A Caixa Amaldiçoada (PT) The Boxcurse Children" | Kelsy Abbott       | 8 de junho de 2017 1 de janeiro de 2018 2 de dezembro de 2017      | 0,98                   |
| Clarêncio, Sumo e Jeff acreditam que o conteúdo de uma caixa antiga que encontraram no rio pode ser amaldiçoado. |    | |                    |                                                                    |                        |
| 104 | 14 | "Mãe Karatê (BR) Mãe do Karaté (PT) Karate Mom" | Tony Infante       | 12 de junho de 2017 15 de abril de 2019 25 de novembro de 2017     | 0,97                   |
| Depois de surpreender Clarêncio com aulas de Artes Marciais no Aberdojo, Mary é convidada a se juntar à classe. Ela ama as lentas aulas de disciplina e controle, mas Clarêncio só quer se divertir.                                                                               |    | |                    |                                                                    |                        |
| 105 | 15 | "Clarêncio Ama Shoopy (BR) O Clarence Adora o Shoopy (PT) Clarence Loves Shoopy" | Sam Kremers-Nedell | 13 de junho de 2017 26 de março de 2018 23 de setembro de 2017     | 0,85                   |
| Clarêncio ajuda a Sr.ª Shoop a fazer amigos. |    | |                    |                                                                    |                        |
| 106 | 16 | "Rádio Pública (BR / PT)" "Public Radio" | Sam Kremers-Nedell | 14 de junho de 2017 22 de abril de 2019 26 de novembro de 2017     | 0,84                   |
| Depois de ouvir uma transmissão de rádio pública durante a aula, Clarêncio está inspirado para gravar uma entrevista apresentando seu amigo Sumo. |    | |                    |                                                                    |                        |
| 107 | 17 | "Chadão e a Maratona (BR) Chad e a Maratona (PT) Chad and the Marathon" | Stephen P. Neary   | 15 de junho de 2017 8 de janeiro de 2018 3 de dezembro de 2017     | 0,93                   |
| Quando Chadão percebe que seus hábitos preguiçosos podem estar se influenciando Clarêncio, ele decide participar da Maratona de Aberdale. |    | |                    |                                                                    |                        |
| 108 | 18 | "Policial Moody (BR) A Agente Moody (PT) Officer Moody" | Sam Kremers-Nedell | 19 de junho de 2017 9 de abril de 2018 1 de outubro de 2017        | 1,02                   |
| Partes do passado do Sr. Reese são reveladas quando seu velho sócio na força policial, Moody, visita Aberdale. |    | |                    |                                                                    |                        |
| 109 | 19 | "Gilben Diferente (BR) Diferenças no Gilben (PT) Gilben's Different" | Tony Infante       | 20 de junho de 2017 16 de abril de 2018 1 de outubro de 2017       | 0,95                   |
| Gilben suscita uma discussão sobre a puberdade que finalmente convence Clarêncio a agir mais como um adulto. |    | |                    |                                                                    |                        |
| 110 | 20 | "Clarêncio Maneiro (BR) Clarence, o Tipo Fixe (PT) Cool Guy Clarence" | Sam Kremers-Nedell | 21 de junho de 2017 23 de abril de 2018 7 de outubro de 2017       | 0,83                   |
| Clarêncio encontra um amigo rápido, que lhe mostra uma nova música fresca,e uma nova visão da vida; Clarêncio se inclina para o estilo de vida ferroviário, descobrindo um novo lado de Aberdale que ele nunca soube que existia.                                                  |    | |                    |                                                                    |                        |
| 111 | 21 | "A Espera no Carro (BR) À Espera no Carro (PT) Just Wait in the Car" | Sam Kremers-Nedell | 22 de junho de 2017 1 de abril de 2019 7 de outubro de 2017        | 0,89                   |
| Enquanto Mary faz recados, Clarêncio espera no carro e luta para combater o tédio. |    | |                    |                                                                    |                        |
| 112 | 22 | "Gato Perdido (BR) Um Gato Desaparecido (PT) Missing Cat" | Sam Kremers-Nedell | 26 de junho de 2017 2 de abril de 2018 24 de setembro de 2017      | 0,86                   |
| Quando o gato de Chelsea está perdido, ela hesita em pedir ajuda, mas Clarêncio está determinado a encontrar o animal de estimação perdido. |    | |                    |                                                                    |                        |
| 113 | 23 | "Grandes Problemas na Pequena Aberdale (BR) Problema Grande na Pequena Aberdale (PT) Big Trouble in Little Aberdale"                                                                                           | Sam-Kremers Nedell | 27 de junho de 2017 29 de abril de 2019 26 de novembro de 2017     | 0,96                   |
| Depois de encontrar uma nova criança misteriosa em seu bairro, Clarêncio, Jeff e Sumo a mostram para cidade. |    | |                    |                                                                    |                        |
| 114 | 24 | "Dia dos Desafios (BR) O Dia do Desafio (PT) Dare Day" | Sam-Kremers Nedell | 28 de junho de 2017 15 de janeiro de 2018 3 de dezembro de 2017    | 0,82                   |
| Com Jeff de férias, Sumo e Clarêncio se desafiam mutuamente a assombrações cada vez mais absurdas e extremas. |    | |                    |                                                                    |                        |
| 115 | 25 | "A Troca (BR) The Trade" | Tony Infante       | 29 de junho de 2017 22 de janeiro de 2018 9 de dezembro de 2017    | 1,04                   |
| Depois que Clarêncio acidentalmente troca o cartão de beisebol favorito do Chadão, ele se transforma em um vendedor legal para recuperá-lo. |    | |                    |                                                                    |                        |
| 116 | 26 | "Pesadelo na Rua Aberdale: A Vingança do Equilibrado (BR) Um Pesadelo nas Ruas de Aberdale: A Vingança do Balance (PT) A Nightmare on Aberdale Street: Balance's Revenge"                                      | Tony Infante       | 27 de outubro de 2017 25 de outubro de 2018 29 de outubro de 2017  | 0,84                   |
| Clarêncio usa uma lanterna especial para entrar nos sonhos das pessoas, e descobre que algo está fazendo com que seus amigos tenham pesadelos. |    | |                    |                                                                    |                        |
| 117 | 27 | "Chadão de Graças (BR)" "Chadsgiving" | Kelsy Abbott       | 17 de novembro de 2017 19 de novembro de 2018 15 de abril de 2018  | 0,69                   |
| Clarêncio está entusiasmada com o jantar de Ação de Graças com os pais de Chadão, mas Chadão se preocupa de que seus costumes estranhos o tornem irresponsável. |    | |                    |                                                                    |                        |
| 118 | 28 | "A Mente de Sumo (BR) A Sumoful Mind" | Tony Infante       | 10 de junho de 2018 29 de janeiro de 2018 7 de abril de 2018       | 0,43                   |
| Quando Jeff percebe que Sumo está usando o que ele aprende em suas novas aulas, ele tenta tornar o Sumo mais intelectual. |    | |                    |                                                                    |                        |
| 119 | 29 | "Dia de Bicho (BR) Animal Day" | Sam Kremers-Nedell | 10 de junho de 2018 5 de fevereiro de 2018 7 de abril de 2018      | 0,43                   |
| Quando Clarêncio sente o chamado da natureza, ele e seus amigos decidem encontrar um novo lugar para seu novo estilo de vida. |    | |                    |                                                                    |                        |
| 120 | 30 | "O Túnel (BR) The Tunnel" | Vitaliy Strokous   | 10 de junho de 2018 12 de fevereiro de 2018 8 de abril de 2018     | 0,34                   |
| Quando Clarêncio acidentalmente descarta o novo video game de Belson através de um esgoto, Belson entra no enorme túnel subterrâneo para recuperá-lo. Mas quando Belson está de volta, Clarêncio deve decidir se deve procurar ou não.                                             |    | |                    |                                                                    |                        |
| 121 | 31 | "Show de Talentos (BR)" "Talent Show" | Kelsy Abbott       | 10 de junho de 2018 8 de outubro de 2018 14 de abril de 2018       | 0,36                   |
| Clarêncio lança um grande show de talentos em seu quintal para mostrar a todos os divertidos talentos ocultos de seus amigos. |    | |                    |                                                                    |                        |
| 122 | 32 | "Carrinho de Controle Remoto (BR)" "RC Car" | Tonye Infant       | 10 de junho de 2018 5 de novembro de 2018 22 de abril de 2018      | 0,39                   |
| Clarêncio passa um dia fora com seu brinquedo RC Car, que ele chama de Carla. Eventualmente convencida, Carla tem uma mente própria, ele decide segui-la para novas aventuras. |    | |                    |                                                                    |                        |
| 123 | 33 | "Clarêncio Rei dos Cachorros (BR) Dog King Clarence" | Kelsy Abbott       | 17 de junho de 2018 19 de fevereiro de 2018 8 de abril de 2018     | 0,56                   |
| Quando o vizinho de Clarêncio, Gale, pede para se sentar junto com ele, ele pede para Clarêncio cuidar de seu cachorro mas cachorro de Gale prova ser um pouco mais desafiante do que ele espera.                                                                                  |    | |                    |                                                                    |                        |
| 124 | 34 | "Pula-Pula (BR) Trampoline" | Kelsy Abbott       | 17 de junho de 2018 26 de fevereiro de 2018 14 de abril de 2018    | 0,56                   |
| Quando Mary se machuca com o novo pula pula, ela descobre que seu vizinho pode estar escondendo algo. |    | |                    |                                                                    |                        |
| 125 | 35 | "Clarêncio, o Filme (BR)" "Clarence the Movie" | Tony Infante       | 17 de junho de 2018 15 de outubro de 2018 15 de abril de 2018      | 0,44                   |
| Clarêncio inventa um divertido curta-metragem em vídeo apresentando Jeff, Sumo e o resto dos seus amigos. |    | |                    |                                                                    |                        |
| 126 | 36 | "Belson Arranja uma Namorada (BR)" "Belson Gets a Girlfriend" | Tony Infante       | 17 de junho de 2018 22 de outubro de 2018 21 de abril de 2018      | 0,44                   |
| Clarêncio está descrente quando descobre que seu melhor amigo Belson tem uma nova namorada chamada Pipi. Mas quando ele observa seu comportamento menos que romântico, ele decide que precisa ensinar-lhes os caminhos do amor para ajudar a manter sua aventura à tona!           |    | |                    |                                                                    |                        |
| 127 | 37 | "TV Cerebral (BR)" "Brain TV" | Tony Infante       | 17 de junho de 2018 12 de novembro de 2018 22 de abril de 2018     | 0,39                   |
| Depois de uma maratona de episódios clássicos de comédia, Clarêncio fica preso como o alter-ego "Clarry", uma versão ridícula de si mesmo. Cabe a seus amigos e familiares ajudá-lo a sair disso ou encarar a vida com um novo Clarêncio.                                          |    | |                    |                                                                    |                        |
| 128 | 38 | "Clarêncio Educado (BR)" "Etiquette Clarence" | Kelsy Abbott       | 24 de junho de 2018 29 de outubro de 2018 21 de abril de 2018      | 0,57                   |
| Clarêncio envia um conto para um concurso de redação. Ele está muito feliz quando ele descobre que ele é aceito como finalista. Quando Jeff descobre que Clarêncio tem que comparecer a um jantar formal, ele se concentra em transformar Clarêncio em um cavalheiro.              |    | |                    |                                                                    |                        |
| 129 | 39 | "Locadora (BR)" "Vídeo Store" | Spencer Rothbell   | 24 de junho de 2018 13 de maio de 2019 28 de abril de 2018         | 0,50                   |
| Clarêncio, Jeff e Sumo visitam sua locadora local para alugar um filme, mas descobrem que tudo foi alugado. Cada um deles tem uma ideia diferente de qual fita levar para casa e precisa contar com a ajuda de um desempate para descobrir.                                        |    | |                    |                                                                    |                        |
| 130 | 40 | "Qualquer Lugar, Menos Sumo (BR)" "Anywhere But Sumo" | Tony Infante       | 24 de junho de 2018 26 de novembro de 2018 28 de abril de 2018     | 0,50                   |
| É o último episódio da temporada, e também o último da série. Quando Clarêncio descobre que Sumo fez um novo grupo de amigos em sua nova escola, ele fica enciumado e confuso. Será que ele aceitará ficar longe de Sumo? Ou será que bolará um plano para que a amizade continue? |    | |                    |                                                                    |                        |

### Miniepisódios - Curtas (2015-2018)
| # | Título                                                                | Escrito por                 | Exibição original      | Exibição no Brasil      | Exibição em Portugal |
| --- | --------------------------------------------------------------------- | --------------------------- | ---------------------- | ----------------------- | -------------------- |
| 1 | "Beauford, O Gato (BR) Beauford T. Pusser (PT)" "Beauford T. Pusser"  | Niki Yang                   | 6 de julho de 2015     | 5 de agosto de 2016     |                      |
| Clarêncio e sua turma tentam encontrar um lar para Beauford, um gatinho. |                                                                       |                             |                        |                         |                      |
| 2 | "Tome uma Bola (BR) A Coleção de Bolas (PT)" "Have a Ball"            | Stephen P. Neary            | 3 de agosto de 2015    | 16 de setembro de 2016  |                      |
| Percy convida Gilben a conhecer a sua casa, ele irá mostrar a sua coleção de bolas esportivas! |                                                                       |                             |                        |                         |                      |
| 3 | "Menino Maduro (BR) Um Menino Maduro (PT)" "Big Boy"                  | Tiffany Ford                | 6 de setembro de 2015  | 28 de outubro de 2016   |                      |
| Clarêncio mostra seus colegas os seus falsos cabelos no peito para provar que ele é mais maduro. |                                                                       |                             |                        |                         |                      |
| 4 | "Festa na praia (BR) / (PT)" "Beach Blast"                            | Michelle Xin                | 5 de abril de 2016     | 25 de novembro de 2016  |                      |
| Clarêncio, Sumo e Jeff se divertem na praia. |                                                                       |                             |                        |                         |                      |
| 5 | "Toque de Belson (BR) O Toque Belson (PT)" "Belson Touch"             | Tiffany Ford                | 16 de junho de 2016    | 16 de dezembro de 2016  |                      |
| Clarêncio tem um sonho que tudo que ele toca se torna Belson. |                                                                       |                             |                        |                         |                      |
| 6 | "Ansiedade por Separação (BR) Inseparáveis (PT)" "Separation Anxiety" | Tiffany Ford                | 1 de agosto de 2016    | 20 de janeiro de 2017   |                      |
| Depois de falar, passar notas e jogar lápis no teto da sala, a Sr.ª Baker separa Clarêncio e Sumo. Eles procuram maneiras de se comunicar uns com os outros de toda a sala em uma série de gags.                                                 |                                                                       |                             |                        |                         |                      |
| 7 | "Feijão (BR) Beans (PT)" "Beans"                                      | Lindsay & Alex Small-Butera | 12 de setembro de 2016 | 17 de fevereiro de 2017 |                      |
| Clarêncio conhece um cachorro chamado "Beans" que revela coisas que Clarêncio nunca tinha imaginado. |                                                                       |                             |                        |                         |                      |
| 8 | "Clarêncio Grudento (BR) Clarence Cola-Tudo (PT)" "Sticky Clarence"   | Guillermo Martinez          | 28 de novembro de 2016 | 3 de fevereiro de 2017  |                      |
| Tudo o que Clarêncio entra em contato com os bastões de seu corpo - uma caneta, uma lata de feijão, até mesmo uma de suas galinhas, grudam nele. Eventualmente, Clarêncio torna-se o centro de uma grande bola de objetos, a La Katamari Damacy. |                                                                       |                             |                        |                         |                      |
| 9 | "Máquina de Garra (BR)" "Claw Machine"                                | Michelle Xin                | 20 de dezembro de 2016 | 31 de março de 2017     |                      |
| No brinquedo da Pizza Swamp, Clarêncio convence Vu a usar suas habilidades para libertar Clarêncio da máquina de garra. |                                                                       |                             |                        |                         |                      |
| 10 | "Observando Pássaros com o Guyler (BR)" "Birding with Guyler"         | Nick Edwards                | 26 de maio de 2017     | 11 de julho de 2017     |                      |
| Guyler passa um dia observando pássaros em Bendle Park e faz um novo amigo especial. |                                                                       |                             |                        |                         |                      |
| 11 | "Dia de Chuva (BR)" "Rainy Day"                                       | Mark Galez                  | 26 de maio de 2017     | 29 de agosto de 2017    |                      |
| Clarêncio e seus amigos brincam na chuva e desfrutam de suas noites acolhedoras com a família. |                                                                       |                             |                        |                         |                      |
| 12 | "Batalha de Desenho (BR)" "Doodle Battle"                             | Nick Edwards                | 24 de junho de 2018    | 1 de agosto de 2017     |                      |
| Clarêncio encontra um papel e ele e seus amigos começam a desenhar sobre ele. |                                                                       |                             |                        |                         |                      |
| 13 | "Clarêncio Magnífico (BR)" "Clarencio Magnefico"                      | Mark Galez                  | 24 de junho de 2018    | 26 de setembro de 2017  |                      |
| Clarêncio faz mágicas para os idosos de Aberdale. |                                                                       |                             |                        |                         |                      |
| 14 | "Lonely Lonney"                                                       | por anunciar                | 24 de junho de 2018    | por anunciar            |                      |
| Um filme encontrado na floresta Aberdale é mostrado. |                                                                       |                             |                        |                         |                      |